# Le Mot de la fin
Pour plus de détails, voir Fiche technique et Distribution.
Le Mot de la fin (titre original : Punchline) est un film américain de David Seltzer sorti en 1988.

## Synopsis
Le parcours chaotique d'une mère de famille à la vie bien rangée et d'un ancien étudiant en médecine carriériste se produisant sur la scène d'un café theâtre.

## Fiche technique
- Titre français : Le Mot de la fin
- Titre original : Punchline
- Réalisation : David Seltzer
- Scénario : David Seltzer
- Musique : Charles Gross
- Photographie : Reynaldo Villalobos (en)
- Montage : Bruce Green
- Production : Daniel Melnick (en) & Michael I. Rachmil
- Sociétés de production : Columbia Pictures, Fogwood & IndieProd Company Productions
- Société de distribution : Columbia Pictures
- Pays de production :  États-Unis
- Langue : Anglais
- Format : Couleur - Dolby - 35 mm - 1.85:1
- Genre : Comédie dramatique et romance
- Durée : 117 min
- Date de sortie : 1988

## Distribution
- Tom Hanks (VF : Jean-Philippe Puymartin ; VQ : Bernard Fortin) : Steven Gold
- Sally Field (VF : Monique Thierry) : Lilah Krytsick
- John Goodman : John Krytsick
- Mark Rydell : Romeo
- Kim Greist : Madeline Urie
- Taylor Negron : Albert Emperato
- Max Alexander : Punching Ball
- Paul Mazursky : Arnold
- Candace Cameron Bure : Carrie Krytsick
- Bianca Rose : Heidi Krytsick
- Laura Jacoby : Jenny
- George McGrath : Brian
- Pam Matteson : Utica Blake
- Barry Neikrug : Krug
- Ángel Salazar : Rico
- Damon Wayans : Percy
- George Wallace : Dr Wishniak

## Commentaire
- Damon Wayans et Taylor Negron se retrouveront, cette fois ennemis, dans Le Dernier Samaritain réalisé par Tony Scott en 1991.